# Šenov
Šenov (polsky Szonów, německy Schönhof) je město v okrese Ostrava-město v Moravskoslezském kraji. Žije zde přibližně 6 600 obyvatel. Město se skládá ze čtyř sídelních jednotek: Škrbeň, Volenství, Šimška a Šenov. Ve městě jsou dvě základní školy, mateřské školy a základní umělecká škola Viléma Wünsche. V centru je také menší obchodní středisko, zdravotní středisko s rehabilitacemi, či lékárna. Bezpečnost města má na starost Hasičský sbor a Městská policie Šenov.

## Název
Osada byla založena pod německým jménem Schönau – "krásná niva". Do češtiny bylo jméno převedeno jako Šenov, ojediněle se užívalo i Šanov a Šonov. Z roku 1447 je v němčině doloženo jméno Schönwald ("krásný les"), od 18. století (první doklad 1736) bylo české jméno poněmčeno na Schönhof ("krásný dvůr").

## Historie
Šenov patří k nejstarším sídlům ve Slezsku. Přesné datum založení není známo, ale archeologické nálezy v okolních lokalitách potvrzují osídlení této oblasti již v paleolitu. Později docházelo k osídlení podél obchodní stezky od Baltského moře k jihu, karpatskou stranou Moravské brány. Pravděpodobně vznikl již ve 12. století jako předkolonizační slovanská osada při obchodní cestě z Opavy do Těšína, kde v dnešní místní části Vráclav mohla existovat vodní tvrz v močálovité krajině. První písemná zmínka o Šenovu je v soupise desátků vratislavského biskupství z doby kolem r. 1305. Od 13. století patřil k těšínskému knížectví jako jeho západní část, které bylo součástí Polského království, od 1327 až do roku 1742 součástí zemí Koruny české a do roku 1918 součástí Rakousko-Uherska pod vládou Habsburků.

## Podrobnější historie

### 14.–18. století
V roce 1388 je Šenov připomínán jako zvláštní samostatný statek, ve 14. a 15. století zde sídlili zemané označovaní jako Šaškové ze Šenova. V roce 1531 koupili statek Sedlničtí z Choltic, kteří zahájili stavbu menšího renesančního zámku. Ten dostal konečnou podobu až za nového vlastníka, kterým byl od roku 1549 Jaroslav Skrbenský, svobodný pán z Hříště.

### 19.–20. století
V roce 1829 je panství i se zámkem prodáno Filipu Ludvíkovi, hraběti Saint Genois. Poslední majitel, od roku 1893 hrabě Jindřich Larisch z Mönnichu, neměl o zámek příliš zájem, tak objekt chátral včetně vybavení a roku 1927 byl na žádost majitele zbourán. Vybavení bylo zčásti rozebráno, zámecká knihovna převezena do Vídně, stavební materiál byl použit místními občany. V 50. letech 20. století byly brigádnicky rozebrány zbytky zdiva k terénním úpravám zámeckého parku. Do dnešních dnů přetrvala v parku řada dendrologických zajímavostí. Ze zámeckého areálu se zachovala pouze budova správce panství, později sídlo národního výboru, nyní Základní umělecká škola se sgrafity místního rodáka malíře Viléma Wünsche. Namísto nedochovaného dřevěného renesančního kostela sv. Mikuláše byl vystavěn roku 1764 farní kostel Prozřetelnosti Boží. Stavitel Jakub Pánek zde užil pro rokoko zajímavý centrální půdorys s půlkruhovým závěrem.

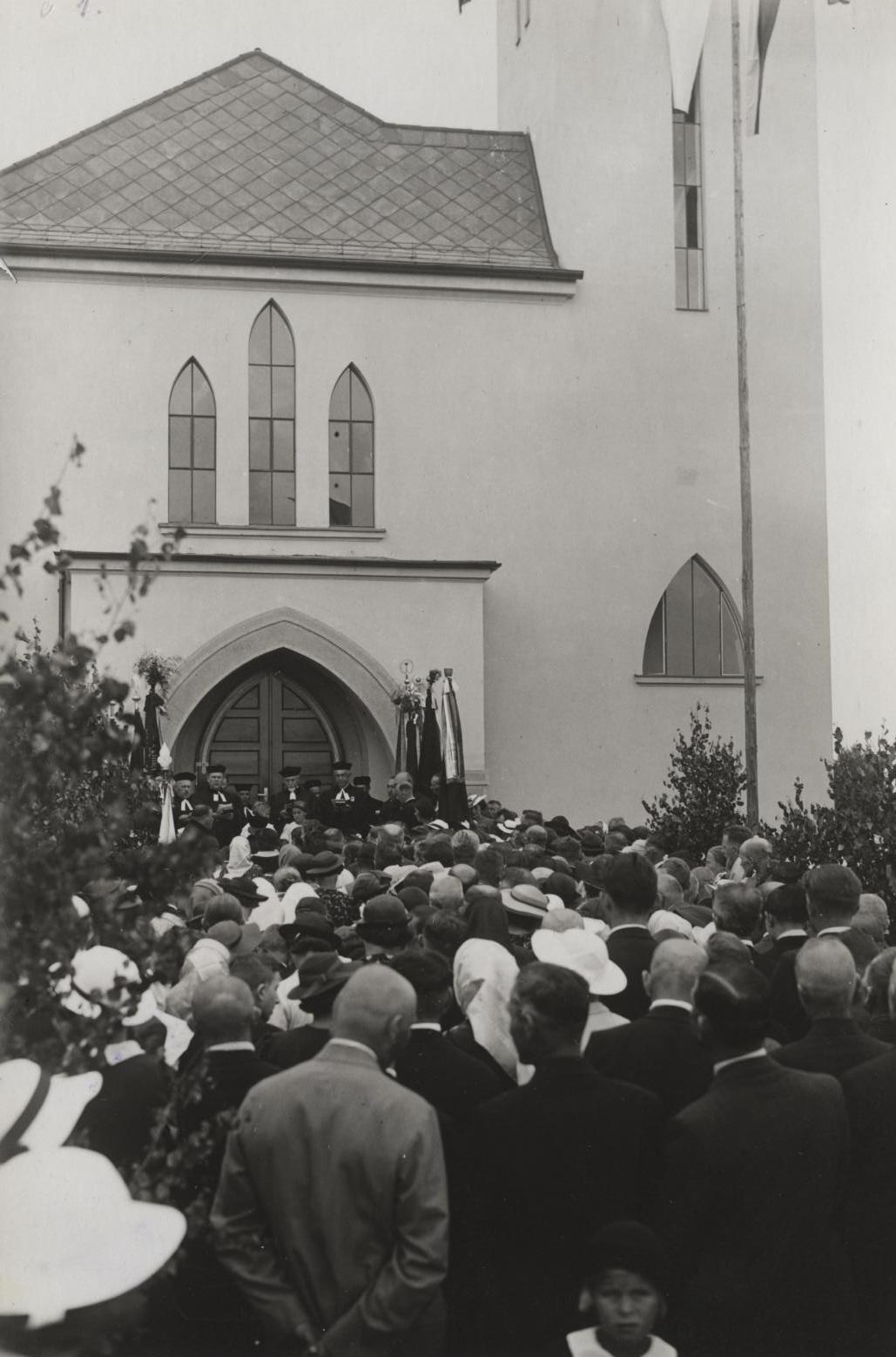
29. června 1937 – Slavnostní otevření evangelického kostela

K dalším sakrálním stavbám patří kaple Slezské církve evangelické augsburského vyznání z roku 1893 a kostel Českobratrské církve evangelické z 30. let dvacátého století.
Po první světové válce se Šenov stává součástí Československé republiky. Ve čtyřicátých létech došlo polským záborem k rozdělení obce, následnou německou okupací pak byl součástí říšského protektorátu. Dne 3. května 1945 byl Šenov osvobozen Rudou armádou a stává se opět součástí Československa.

## Obyvatelstvo
| Rok            | 1869  | 1880  | 1890  | 1900  | 1910  | 1921  | 1930  | 1950  | 1961  | 1970  | 1980  | 1991  | 2001  | 2011  | 2021  |
| -------------- | ----- | ----- | ----- | ----- | ----- | ----- | ----- | ----- | ----- | ----- | ----- | ----- | ----- | ----- | ----- |
| Počet obyvatel | 1 915 | 2 178 | 2 407 | 2 970 | 3 441 | 3 489 | 4 264 | 4 908 | 4 772 | 5 083 | 5 465 | 5 330 | 5 406 | 6 013 | 6 278 |
| Počet domů     | 298   | 299   | 280   | 349   | 367   | 388   | 594   | 884   | 1 027 | 1 151 | 1 260 | 1 417 | 1 496 | 1 700 | 1 943 |

## Městská správa

### Členění města
Administrativně se Šenov nedělí na žádné městské části, sestává pouze z jednoho katastrálního území s názvem Šenov u Ostravy. Šenov se však dělí na 4 základní sídelní jednotky, a to sice Šenov, Skrbeň, Šimška a Volenství. ZSJ Šenov zaujímá celé území severní části Šenova – Šenov-sever. ZSJ Skrbeň, Šimška a Volenství tvoří jižní část Šenova – Šenov-jih. Hranicí je tok řeky Lučiny. ZSJ jsou geograficky přesně vymezeny. Mezi lidmi se však dodnes používá řada dalších historicky doložitelných názvů místních částí. Při volbách je Šenov rozdělen do 4 volebních obvodů, které se však neshodují se ZSJ.

#### Základní sídelní jednotky
ZSJ Šenov je dle počtu obyvatel největší ZSJ. Zahrnuje místní části Vráclav, Na Farském, Písky, Podlesí, Zadky a Na Sedlácích. Hranicí se ZSJ Skrbeň a Volenství je tok řeky Lučiny.
ZSJ Skrbeň zahrnuje místní část Škrbeň včetně ulice Na Šutrovině. Hranicí se ZSJ Šenov tvoří řeka Lučina, se ZSJ Volenství a Šimška potok Venclůvka, přičemž veškerá zástavba na ulici Dolní (tedy i jižně od toku Venclůvky) ve východní části Škrbně spadá pod území ZSJ Skrbeň.
ZSJ Šimška zahrnuje místní části Šimška, Lapačka, Podvihov a v maximalistickém pojetí i východní část Šajaru. Od ZSJ Skrbeň ji odděluje potok Venclůvka, od ZSJ Volenství pak Frýdecký potok a ulice Šajarská, přičemž všechny domy na této ulici spadají pod ZSJ Volenství.
ZSJ Volenství tvoří místní části Volenství, Šajar a Za Řekou. Od ZSJ Šenov je oddělena řekou Lučinou, od ZSJ Skrbeň a Šimška pak Venclůvkou a ulicí Šajarskou, která zde spadá včetně všech domů na této ulici.

#### Místní části
Šenovské místní části neměly ani nemají geografické hranice, ty jsou vymezeny pouze v představách lidí. Zejména některé místní části v jižní části Šenova jsou dodnes používány i mezi mladšími generacemi, např. Volenství, Lapačka, Škrbeň.
Vráclav (též Vráclaví, Vroclav) patří zřejmě k nejstarším osadám v Šenově vůbec. Český historik Vincenc Prasek dokonce tvrdí, že tento název je starší než název samotného Šenova. Dle místní legendy tento název vznikl z toho, že voda v potoce se opět vrací zpět a napájí místní rybníky. Podle místní části je dnes pojmenována ulice Vráclavská.
Na Sedlácích (též Na Sedlokach) patří taktéž mezi nejstarší části Šenova. Jedni z prvních osídlenců se pravděpodobně usazovali při toku řeky Lučiny, která je hlavní osou této části táhnoucí se od středu města východně k hranicím s Havířovem. Dle místní části je pojmenována ulice Na Sedlácích. Na některých mapách je tato část (či její dílčí část) označována názvem V Dědině.

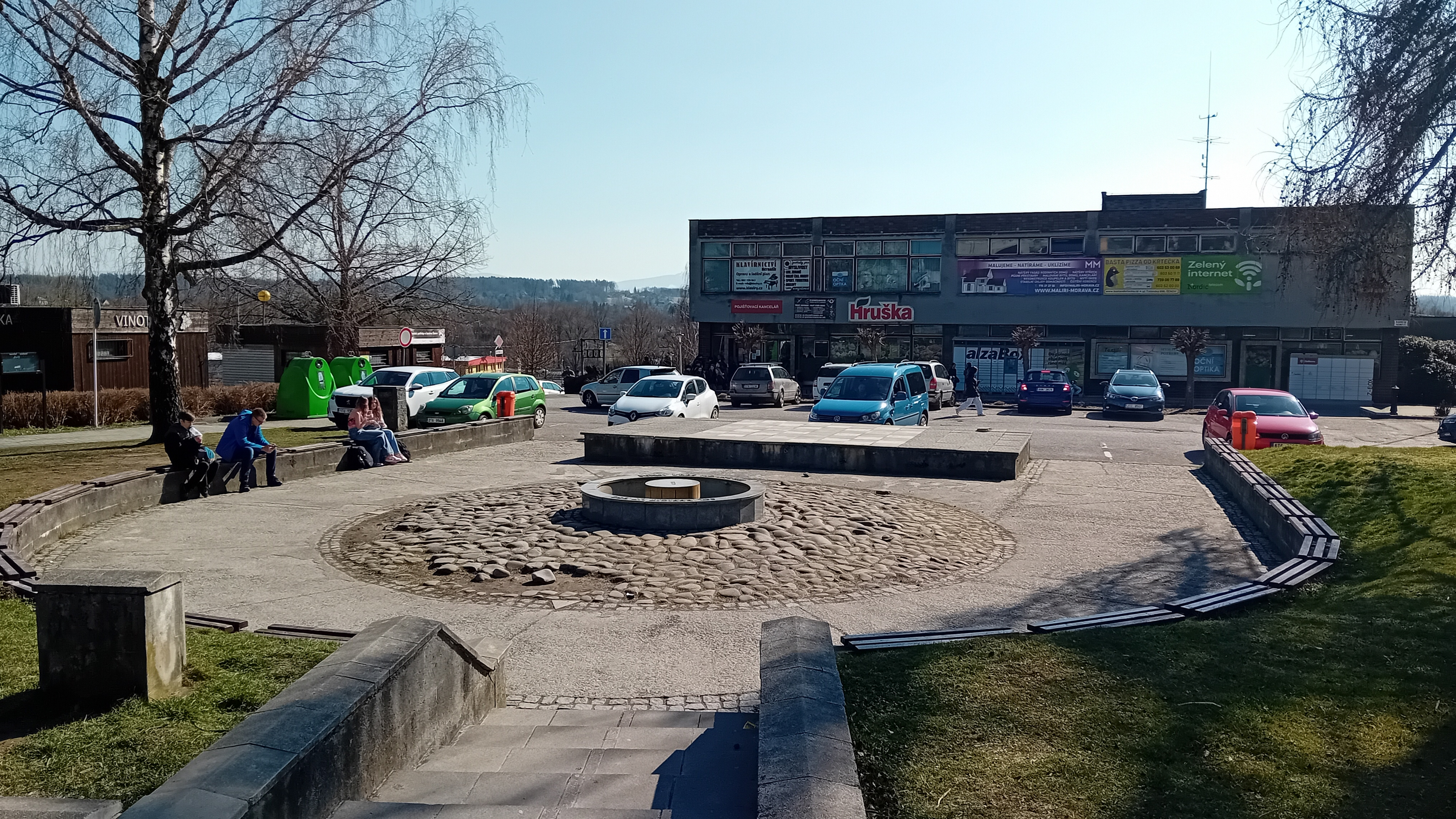
Radniční náměstí

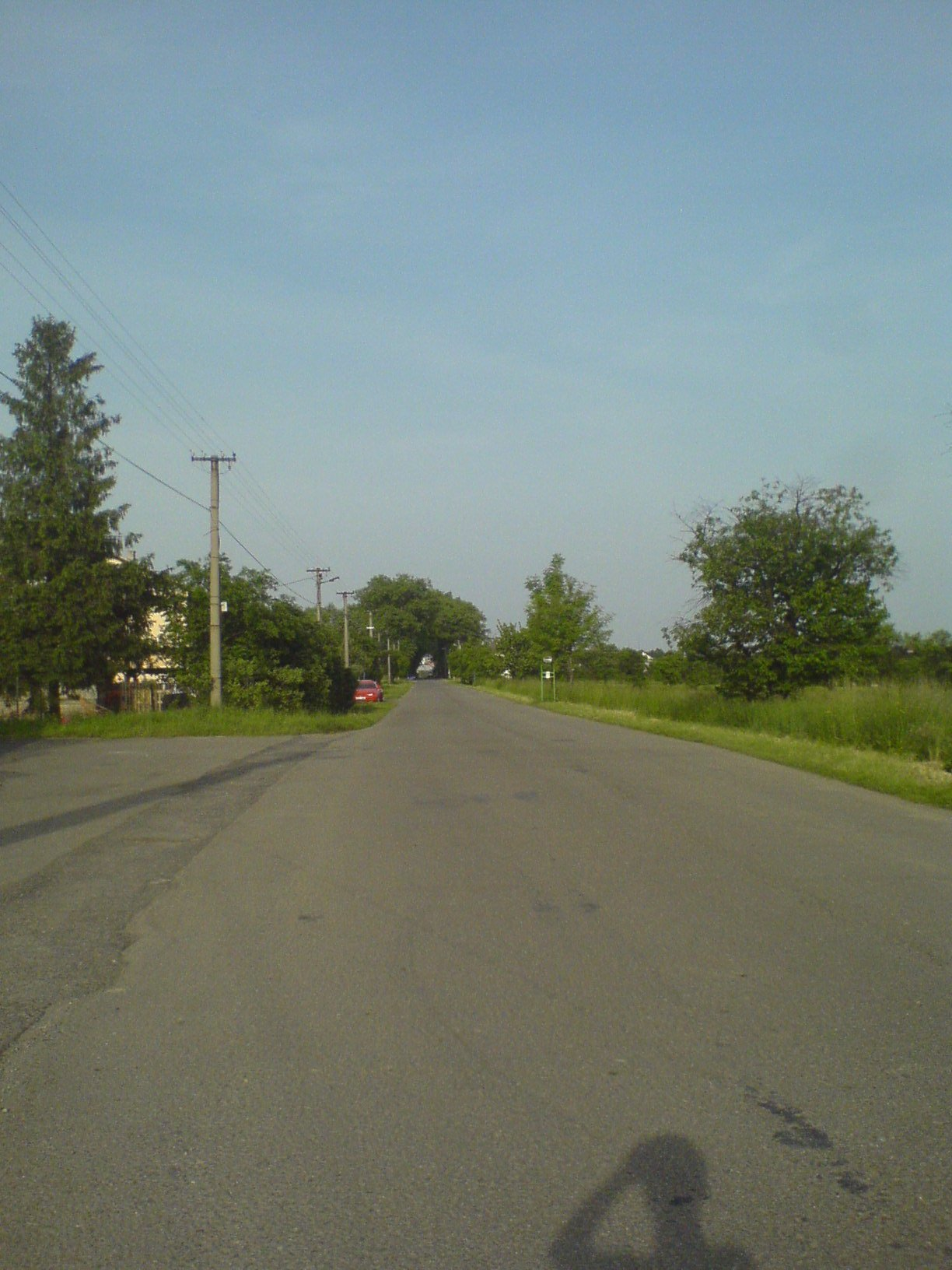
Škrbeň – ulice Škrbeňská

Místní část Na Farském pravděpodobně v minulosti zahrnovala oblast s půdou patřící církvi. Zahrnuje oblast Šenova rozprostírající se severozápadně od hlavního šenovského hřbitova. Název této místní části dnes nese stejnojmenná ulice.
Písky leží severně od největší šenovské křižovatky, jediné okružní křižovatky, v Šenově. Významná ulice v této části však nese název U Alejského dvora a obyvatelé Šenova zde žijící většinou uvedou, že bydlí na Křižovatce. Na katastrální mapě je však tato část uvedena dodnes – Na Pískách.
Podlesí je v rámci Šenova-severu pravděpodobně nejznámější a zároveň nejmladší místní částí. Vznikla na rozparcelované půdě hraběte Larische. Podle této místní části byla pojmenována základní škola Podlesí, dnes již odloučené pracoviště ZŠ Šenov na Radničním náměstí, podle školy i autobusová zastávka Šenov škola Podlesí, a také Podleský potok.
Zadky jsou nejzazší části Šenova při hranicích s Šumbarkem (dnes městskou částí Havířova). Při vzniku Havířova roku 1955 byla velká část tohoto území věnována nově vzniklému Havířovu.
Škrbeň (též Skrbeň) patří k nejstarším částem Šenova. Je to ta část města, kde kdysi stával první dvůr pánů Skrbenských. Její osu tvoří ulice Škrbeňská, která je nejdelší místní komunikací v Šenově. Škrbeň je jako jedna ze dvou částí označena dopravními značkami. Její název nesou i autobusové zastávky Šenov Škrbeň (ul. Frýdecká) a Šenov na Škrbeni (ul. Škrbeňská).
Šimška se nachází na jihovýchodě města a tvoří hranici mezi Šenova a Dolními Datyněmi (dnes městské části Havířova). Jméno pravděpodobně pochází od majitele nějaké významné usedlosti v této místní části. Místní část připomíná ulice Na Šimšce a po ní pojmenovaná autobusová zastávka Šenov Na Šimšce. V Šenově se nachází pět větrných mlýnků, právě jeden z nich dosud stojí na Šimšce. Mlýnek leží na Šenovské naučné stezce. Hranicí mezi Lapačkou a Šimškou jsou Stovky, malý potůček vlévající se do Dolní Datyňky (Venclůvky). Hranicí mezi Šimškou a Škrbení, je pak potok Dolní Datyňka. 
Podvihov je nejvýše položenou osadou v Šenově, na rozhraní Šenova a Václavovic při lesním komplexu Bobčok. Při křižovatce ulic Frýdecká a Tichá se nachází nejvyšší bod Šenova. Původ jména není znám, existuje několik teorií.

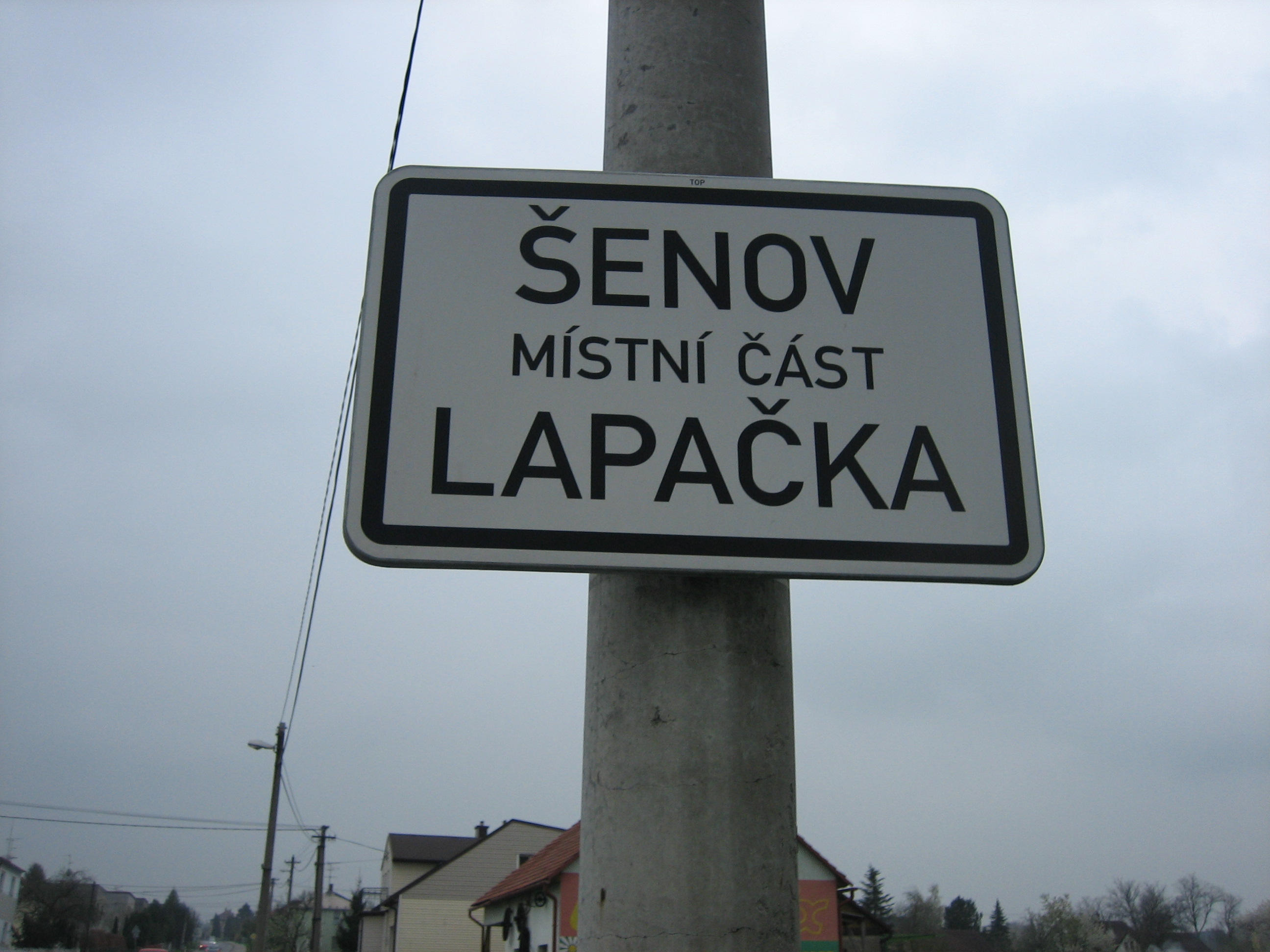
Dopravní značka na Lapačce

Lapačka je tou částí Šenova, kde prý panští biříci „lapali“ mladé muže do rakouské armády. Svou vybaveností (mateřská škola, sportovní areál, potraviny, restaurace) patří k nejvýznamnějším částem Šenova. Podle místní části je pojmenována restaurace Na Lapačce, ulice U Lapačky a Nad Lapačkou a autobusová zastávka Šenov Lapačka. Lapačka je jako jedna ze dvou částí označena dopravními značkami, přičemž jejich umístění není nejvhodněji zvoleno, podle nich by Lapačka zahrnovala i část Škrbně a Podvihova. 
Šajar leží při toku Frýdeckého potoka, sousedí s Václavovicemi. Jméno vzniklo z německého slova Scheuer, v překladu stodola na uskladnění sena. Podle místní části jsou pojmenovány ulice Šajarská (při toku Frýdeckého potoka) a K Šajaru.
Volenství je rozlehlou části v jihozápadní části Šenova. Na Volenství se nachází bývalý areál VOKD, kde dnes sídlí různé firmy či jediná vlaková stanice v Šenově. Někteří historici uvádí, že jméno vzniklo od volného, tedy svobodného statku, který byl osvobozený od poddanské renty. Podle této části je pojmenován Volenský rybník, rozlohou největší v Šenově, ulice Volenská a autobusová zastávka Šenov Volenství.
Za Řekou je část města na hranicích s Dolními Bartovicemi (dnes součástí ostravského obvodu Radvanice a Bartovice) v místech, kde dnes stojí motorest Inferno, kdysi známé jako pohostinství U tří kaštanů. Nachází se zde například Košťálovský rybník.

### Městské symboly
Znak byl městu udělen rozhodnutím předsedy Poslanecké sněmovny Parlamentu České republiky dne 15. července 1993 a vlajka byla městu udělena rozhodnutím předsedy PSP ČR dne 30. listopadu 2007.

## Geografie

### Geologie a geomorfologie
Celé území Šenova leží v geomorfologickém celku Ostravská pánev. Ta se dělí na několik dílčích částí – okrsků. Severní část Šenova zaujímá Orlovská plošina, jižní část pak Havířovská plošina. Přibližnou hranicí mezi oběma okrsky je silnice I. třídy – Rudná. Ostravská pánev je součástí Západních Karpat, které spadají do alpsko-himálajského systému.
Geologická stavba je pestrá. V Šenově najdeme glaciální, fluviální i eolické sedimenty. Z nerostného bohatství je zde výskyt černého uhlí, zemního plynu a cihlářských surovin. Zásoby černého uhlí jsou v lokalitě Václavovická elevace v jihozápadní části Šenova, zásoby cihlářských surovin v lokalitě Havířov-západ ve východní části Škrbně. V žádné lokalitě zatím nebylo těženo.

### Klimatické poměry
Celé území leží v mírně teplé klimatické oblasti. Klima je charakteristické dlouhým a teplým létem a mírnou zimou. Průměrná teplota v červenci je 17° až 18 °C, průměrná teplota v lednu činí -2° až -3 °C. Pro Šenov jsou typické nadprůměrné srážky v rámci ČR, ostravský region je nejvlhčí nížinnou oblastí v České republice.

### Vodstvo

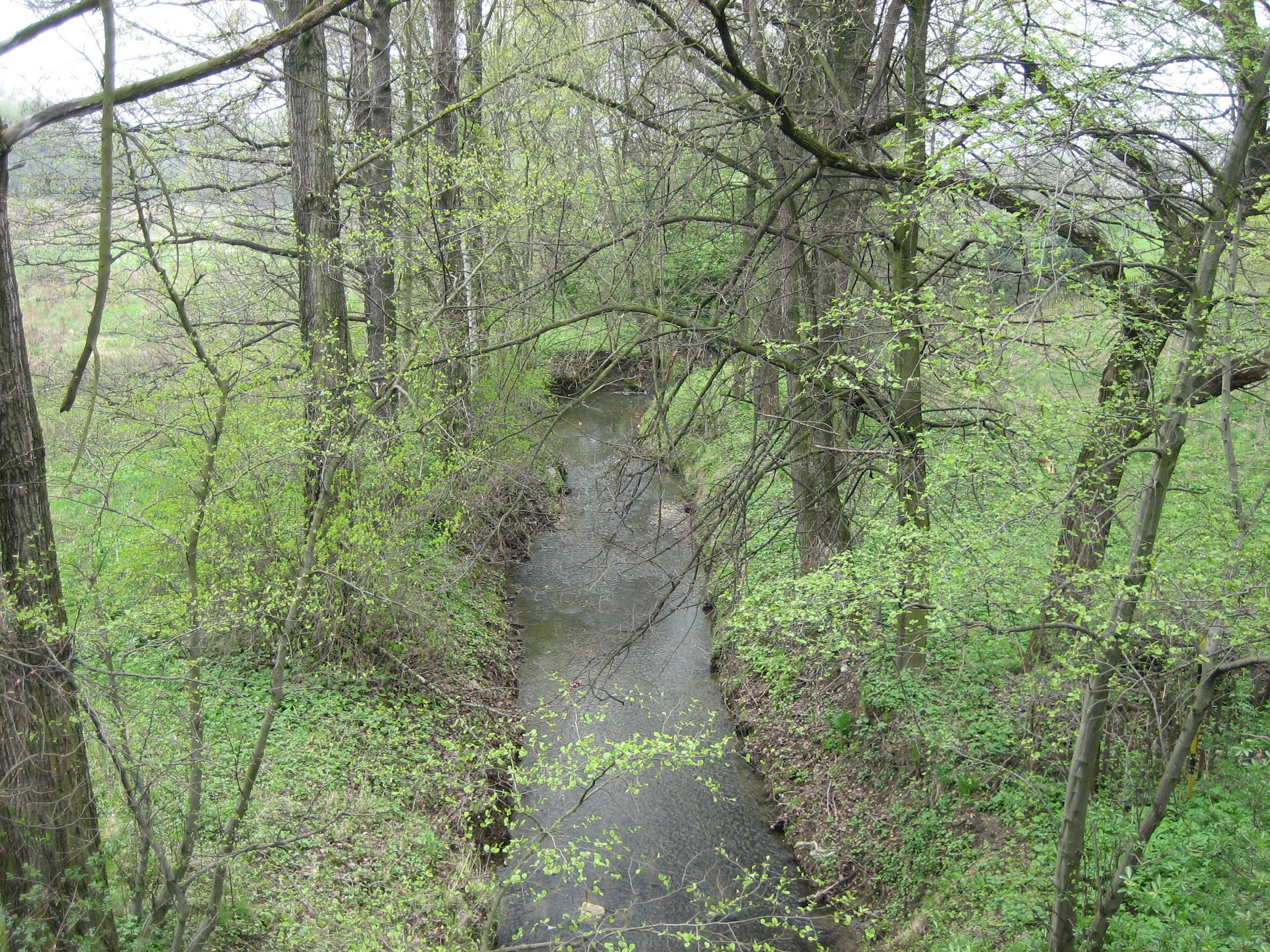
Potok Venclůvka v Šenově

Území Šenova patří k úmoří Baltského moře. Osu Šenova tvoří řeka Lučina, která pomyslně rozděluje Šenov na Šenov-sever a Šenov-jih, v blízkosti jejího toku je rovněž vymezena hranice Orlovské a Havířovské plošiny. Tok Lučiny se při vyšším průtoku vylévá z koryta. Pravostrannými přítoky Lučiny na území Šenova jsou Pežgovský potok (pramenící v Pežgovském lese) a Podleský potok (pramenící v Petřvaldě). Levostrannými přítoky Lučiny jsou Venclůvka (pramenící v Sedlištích, lidově nazývána jako Dolní Datyňka) a Datyňka (pramenící v Řepištích, lidově nazývána jako Horní Datyňka). Dále stojí za zmínku toky Bobčok (pramenící v lesním komplexu Bobčok) a Frýdecký potok (pramenící v Sedlištích), které se vlévají do Venclůvky.
V Šenově nalezneme dva větší rybníky a to Košťálovský a Volenský rybník na pomezí Šenova a Ostravy. Rybníky byly zakládány u řeky Lučiny a jejích přítocích. Jsou hospodářsky využívány a funkční dodnes. Volenský rybník prošel v roce 2004 rozsáhlou zemní úpravou a po jeho napuštění došlo k příznivému obratu mezi živočichy a také rostlinami. Kolem Volenského rybníka je mnoho zvláštních a cenných rostlin, jako jsou například:  jasan ztepilý, třešeň ptačí, jilm habrolistý či orobinec širokolistý. Volenský rybník také slouží k rybolovu.

### Pedologické poměry
Z hlediska půdních typů je v Šenově převaha pseudoglejí a podél vodních toků jsou fluvizemě.

### Biogeografické poměry
V Šenově se nacházejí dva lesní komplexy – Pežgovský les a Bobčok. Pežgovský les je v severní části Šenova na hranici s městy Petřvald a Havířov. Bobčok je na opačné straně, v jižní části na hranici s Dolní Datyní (městská část Havířova) a Václavovicemi. V Bobčoku jsou vyhledávány občany blízké vodní studánky – Bobčok I a Bobčok II. Bobčok se dříve nazýval Babčok.
Na území jsou dvě významné lokality, a to přírodní památka Václavovice – pískovna (na hranicích s Václavovicemi) a Mokřad u Rondelu (na hranicích s Havířovem) s výskytem čolka velkého.

## Doprava

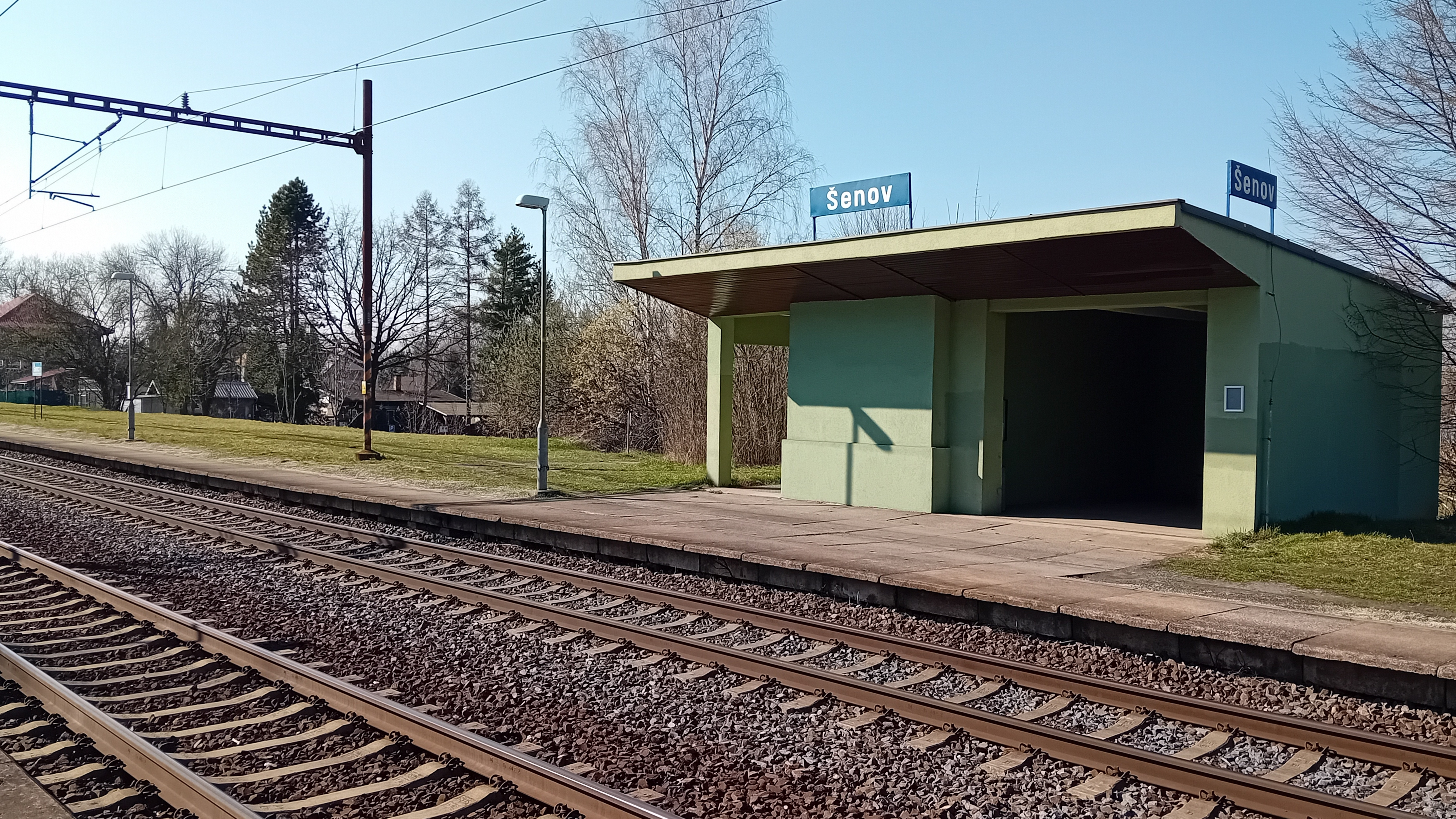
Zastávka Šenov

Městem prochází silnice I/11, která spojuje Hradec Králové a Mosty u Jablunkova, jedná se o nejdelší silnici I. třídy na území České republiky. Dále má význam např. silnice II/473 směrem na Petřvald, druhým směrem na Frýdek-Místek. Dále pak městem prochází ještě silnice II/478 do Vratimova, Ostravy (Hrabová, Dubina, Nová Bělá, Stará Bělá a Polanka) a Klimkovic, a II/479 z Havířova do centra Ostravy.

### Veřejná doprava
V rámci integrovaného systému ODIS se Šenov nachází v zóně 17, která je součástí zóny 2 – Ostrava XXL.
Šenovem prochází železniční trať Český Těšín – Ostrava-Svinov. Na této trati se v části Volenství nachází železniční zastávka Šenov, kterou obsluhuje vlaková linka S9 dopravce České dráhy.
Šenov je obsluhován autobusovými linkami jak MHD Ostrava (Dopravní podnik Ostrava) (28, 29, 71), tak linkami MHD Havířov (Transdev Slezsko) (402, 411, 418). Tyto doplňují příměstské autobusové linky dopravce Transdev Slezsko. Všechny vlakové a autobusové linky jsou v systému ODIS a je zajištěno pravidelné spojení Šenova s Ostravou, Havířovem, Frýdkem-Místkem, ze vzdálenějších měst též s Českým Těšínem a Opavou.
| Dopravce                | Linka | Trasa | Typ linky    |
| ----------------------- | ----- | --- | ------------ |
| České dráhy             | S9    | Český Těšín – Havířov – Šenov – Ostrava-Kunčice – Ostrava-Svinov (– Opava-Východ jako linka S1) | vlaková Esko |
| Dopravní podnik Ostrava | 28    | Ostrava Hranečník – Ostrava-Radvanice škola – Ostrava-Bartovice Ještěrka – Šenov náměstí – Lapačka/Volenství – Václavovice točna | MHD          |
| Dopravní podnik Ostrava | 29    | Ostrava, Hranečník – Ostrava-Radvanice U Káňů – Petřvald Kaple – Šenov V Družstvu – Šenov náměstí | MHD          |
| Dopravní podnik Ostrava | 71    | Ostrava, Náměstí Republiky – Ostrava, most Miloše Sýkory – Ostrava, Hranečník – Ostrava-Radvanice – Petřvald, Kaple – Ostrava-Radvanice, Ludvíkova – Ostrava-Bartovice, Ještěrka – Šenov, náměstí – (Lapačka – Václavovice, točna) – Volenství         | MHD noční    |
| Transdev Slezsko        | 369   | Frýdek-Místek, Anenská – Sedliště – Kaňovice,rest. U Magerů – Václavovice – Šenov,Lapačka – Šenov,náměstí – Šenov,škola Podlesí – Havířov-Šumbark – Havířov-Město – Havířov-Podlesí AN                                                                 | příměstská   |
| Transdev Slezsko        | 383   | Ostrava Hranečník – Ostrava-Kunčice NH Zářičí – Ostrava-Bartovice Pod Tratí – Šenov rozc. – Šenov náměstí – Šimška/Lapačka – Havířov-Dolní Datyně – Horní Bludovice, Amerika – Kaňovice rest. U Magerů – Sedliště – Řepiště, U Kříže                   | příměstská   |
| Transdev Slezsko        | 387   | Ostrava ÚAN – Ostrava-Vítkovice Mírové náměstí – Ostrava-Kunčice NH Zářičí – Ostrava-Bartovice Pod Tratí – Šenov rozc. – Volenství – Lapačka – Václavovice – Kaňovice rest. U Magerů – Sedliště – Bruzovice – Pazderná – Lučina přehrada – (Žermanice) | příměstská   |
| Transdev Slezsko        | 402   | Havířov,Šumbark,točna Lidická – Šenov,ČSAD – Albrechtice,žel.st. – Stonava, sídl. Nový svět | MHD          |
| Transdev Slezsko        | 411   | Havířov-Podlesí AN – Horní Bludovice rest. U Mokrošů – Horní Bludovice Amerika – Havířov-Dolní Datyně – Lapačka | MHD          |
| Transdev Slezsko        | 418   | Havířov-Město žel. stanice – Havířov-Šumbark – Šenov V Družstvu – Šenov náměstí – Lapačka – Šenov bytovky – Havířov-Bludovice – Havířov-Podlesí AN | MHD          |
| Transdev Slezsko        | 440   | Havířov-Šumbark 2. etapa – Šenov, křižovatka – (Šenov, náměstí – Šenov, rozc. – Ostrava-Kunčice NH Zářičí) – Ostrava Hranečník/Vratimov Kartonážka | příměstská   |
| Transdev Slezsko        | 441   | Havířov-Podlesí AN – Havířov-Město – Havířov-Šumbark – Šenov škola Podlesí – Ostrava-Bartovice Ještěrka – Ostrava-Radvanice – Ostrava Hranečník – (Ostrava ÚAN)                                                                                        | příměstská   |
| Transdev Slezsko        | 444   | Havířov-Podlesí AN – Havířov-Město – Šenov rozc. – Ostrava-Bartovice Pod Tratí – Ostrava-Kunčice NH Zářičí – Ostrava-Kunčice NH jižní brána | příměstská   |
| Transdev Slezsko        | 446   | Havířov-Podlesí AN – Havířov-Město – Šenov škola Podlesí – Šenov náměstí – Šenov bytovky | příměstská   |
| Transdev Slezsko        | 460   | Orlová-Lutyně aut. nádraží – Petřvald MěÚ – Šenov V Družstvu – Šenov náměstí – Lapačka – Václavovice – Kaňovice rest. U Magerů – Sedliště – Nošovice PZ Hyundai                                                                                        | příměstská   |
| Transdev Slezsko        | 550   | Orlová-Lutyně aut. nádraží – Petřvald MěÚ – Šenov V Družstvu – Šenov náměstí – Vratimov Horní Datyně – Vratimov náměstí – Ostrava-Hrabůvka Poliklinika                                                                                                 | příměstská   |
| Transdev Slezsko        | 990   | Havířov-Podlesí AN – Havířov-město – Šenov Škrbeň – Lapačka – Frýdek-Místek – Ostravice – Bílá – Rožnov pod Radhoštěm AN | příměstská   |

## Pamětihodnosti a zajímavosti
- Areál bývalého zámku: zámecký park (kulturní památka)[11] a budova se sgrafity Viléma Wünsche ve stylu socialistického realismu.
- Českobratrský kostel z r. 1937, kulturní památka.[12]
- Evangelická hřbitovní kaple z r. 1896
- Kostel Prozřetelnosti Boží z roku 1764, zvaný perla Slezska, kulturní památka.[13]
- Lukostřelecký klub
- Sochy sv. Antonína Paduánského, sv. Floriána a sv. Jana Nepomuckého jsou rovněž kulturními památkami.[14]
- Šenovská naučná stezka je dvouokružní naučná stezka.
- Šenovské muzeum jehož součástí je také knihovna.
- Větrný mlýnek v Šenově je zrekonstruovaný větrný mlýnek s turbínou z roku 1928.

## Osobnosti
- Karel Traugott Skrbenský z Hříště (1716–1773), slezský šlechtic, mecenáš umění a přísedící zemského soudu knížectví Opavského
- Vilém Wünsche (1900–1984), československý malíř, grafik a ilustrátor, podle nějž je pojmenována zdejší základní umělecká škola
- Franz Barwig starší (1868–1931), rakouský sochař
- Miroslav Kačor (1950–2018), český dokumentarista, scenárista, režisér a spisovatel
- Wacław Olszak (1868–1939), polský lékař, národní a sociální aktivista, v letech 1929–1936 starosta Karviné